# Nomada tenuicornis
Nomada tenuicornis är en biart som beskrevs av Cockerell 1949. Nomada tenuicornis ingår i släktet gökbin, och familjen långtungebin. Inga underarter finns listade i Catalogue of Life.